# Contea di Daggett
La contea di Daggett, in inglese Daggett County, è una contea dello Stato dello Utah, negli Stati Uniti. È la contea meno popolata dello Stato, avendo una popolazione di 935 abitanti (2020). Il capoluogo è Manila.

## Geografia fisica
La contea di Daggett è posta all'estremità nord-orientale dello Stato. Confina con il Wyoming a nord e con il Colorado a est e ha una superficie complessiva di 1873 km².
Il territorio comprende il versante settentrionale dei Monti Uinta. È attraversato dal corso del Green River. Lo sbarramento della diga del Flaming Gorge ha creato il lago omonimo al confine fra Utah e Wyoming.

### Contee confinanti
- Contea di Sweetwater (Wyoming) - nord
- Contea di Moffat (Colorado) - est
- Contea di Uintah - sud
- Contea di Duchesne - sud-ovest
- Contea di Summit - ovest

## Storia
La regione della contea di Daggett faceva parte del territorio degli indiani Shoshone. I primi cacciatori di pellicce europei visitarono la regione verso il 1820 ma i primi insediamenti stabili furono possibili solo alla fine del XIX secolo. La contea fu istituita nel 1918 ed è pertanto la contea dello Utah di più recente costituzione.
La contea deriva il proprio nome dal primo surveyor general dello Utah, Ellsworth Daggett.

## Comuni

### Towns
- Dutch John

- Manila (capoluogo)

### Census-designated places
- Flaming Gorge